# Aussevielle
Aussevielle es una comuna francesa de la región de Aquitania en el departamento de Pirineos Atlánticos. Esta localidad se sitúa a 15 km al este de la ciudad de Pau.
Aussevielle fue nombrada inicialmente como Ause-Vielle y Ossebiele en 1342 y 1349 respectivamente.

## Demografía
| 99 | 126 | 185 | 258 | 406 | 479 | 660 |
| Para los censos de 1962 a 1999 la población legal corresponde a la población sin duplicidades (Fuente: INSEE [Consultar]) |     |     |     |     |     |     |